# سیارک ۷۰۴۴۴
سیارک ۷۰۴۴۴ (به انگلیسی: 70444 Genovali، نامگذاری:1999TX11) هفتاد هزار و چهارصد و چهل و چهارمین سیارک کشف شده‌است که در ۹ اکتبر ۱۹۹۹ کشف شد.